# Пикар, Джорси-Стефани
Джорси-Стефани Тиффо Пикар (фр. Georcy-Stéphanie Thiffeault Picard; род. 8 февраля 1991, Монреаль, Квебек) — канадская лучница, выступающая в соревнованиях по стрельбе из олимпийского лука. Она вошла в десятку лучших в составе канадской сборной по стрельбе из лука как в индивидуальном, так и в командном турнирах на Панамериканских играх 2015 года, участвовала в летних Олимпийских играх 2016 года. Пикар в настоящее время тренируется под руководством тренера Сильвена Кадье в Монреальском клубе стрельбы из лука (фр. Club de Tir à l'Arc de Montréal).

## Карьера
Пикар начала заниматься спортом в возрасте восьми лет в летнем лагере в Монреале. Она заинтересовалась стрельбой из лука после просмотра олимпийской трансляции стрельбы из лука на Играх в Афинах в 2004 году. После этого она стала заниматься этим видом спорта, участвовать в различных местных и региональных турнирах по всей стране.
Дебют за сборную Канады для Пикар состоялся, когда ей было семнадцать лет. Это случилось на молодежном чемпионате мира 2008 года в Анталии, где она стала 18-й в личном зачете. В качестве юниора она участвовала также в 2009 и 2011 годах. Затем, она вошла в состав национальной сборной Канады и поехала на чемпионат мира 2013 года, который также состоялся в Турции — стране, где Джорси дебютировала на юниорском международном уровне.
На Панамериканских играх 2015 года в Торонто Пикар сумела войти в десятку лучших как в индивидуальном турнире, так и в командном.
В преддверии своего олимпийского дебюта в Рио-де-Жанейро, Пикар завоевала бронзовую медаль на американском континентальном квалификационном турнире 2016 года в Медельине, принеся олимпийскую лицензию сборной Канады.
На летних Олимпийских играх 2016 года Пикар участвовала только в индивидуальном турнире. Она показала лишь 61-й результат в рейтинговом раунде, набрав 585 очков. Первой соперницей в раунде плей-офф для Пикар стала лучница из Китайского Тайбэя Тан Ятин, одержавшая победу со счётом 7:1 и сразу же лишившая шансов Джорси на продолжение борьбы за медали.